# Пауль фон Газе
Карл Пауль Іммануель фон Газе (нім. Karl Paul Immanuel von Hase; 24 липня 1885, Ганновер — 8 серпня 1944, Берлін) — німецький воєначальник, генерал-лейтенант вермахту. Кавалер Німецького хреста в сріблі.

## Біографія

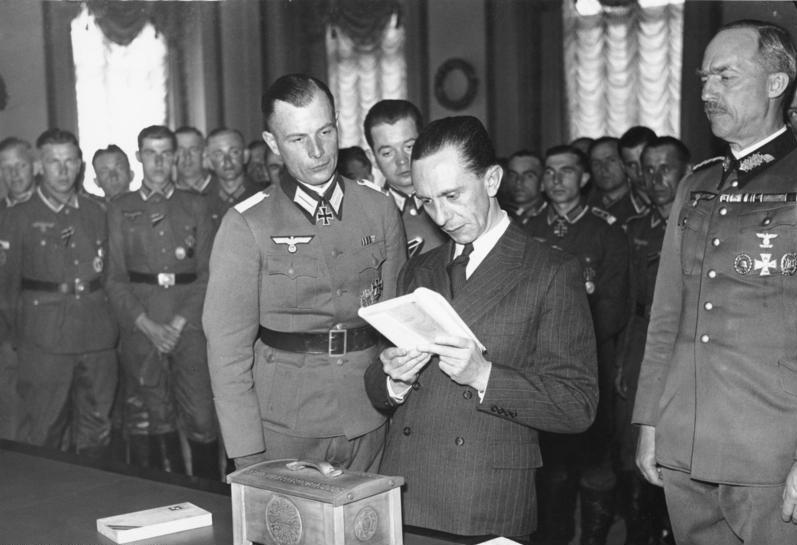
Генерал-лейтенант фон Газе — крайній праворуч (4 травня 1943).

Представник давнього прусського роду. Син військового лікаря Пауля фон Газе і його дружини Фрідеріки, уродженої Штербер. Правнук музичного видавця Готтфріда Крістофа Гертеля. Племінник теолога та історика Карла фон Газе. Дядько теолога Дітріха Бонгеффера.
1 жовтня 1905 року вступив в Прусську армію. Учасник Першої світової війни. Після демобілізації армії залишений в рейхсвері. В 1938 році приєднався до змови проти Адольфа Гітлера. З 26 серпня 1939 року — командир 56-ї, з 24 липня 1940 року — 46-ї піхотної дивізії. З 25 листопада 1940 року — комендант Берліна. В 1943 році недовго заміняв хворого адмірала Макса Бастіана на посаді президента Імперського військового суду.
20 липня 1944 року Газе наказав командиру охоронного батальйону «Велика Німеччина» Отто-Ернсту Ремеру оточити урядовий квартал в Берліні під час спроби державного перевороту. Пізніше Ремер зняв оточення і Газе був заарештований гестапо. 24 липня відправлений в резерв ОКГ, а 4 серпня звільнений з вермахту. 8 серпня засуджений Народною судовою палатою до страти і того ж дня повішений.

## Звання
- Однорічний доброволець (1 жовтня 1905)
- Фанен-юнкер
- Фенріх (18 жовтня 1906)
- Лейтенант (27 січня 1907)
- Оберлейтенант (4 липня 1914)
- Гауптман (18 серпня 1915)
- Майор (1 квітня 1928)
- Оберстлейтенант (1 лютого 1933)
- Оберст (1 лютого 1935)
- Генерал-майор (1 квітня 1938)
- Генерал-лейтенант (1 квітня 1940)

## Нагороди
- Залізний хрест 2-го і 1-го класу
- Орден Альберта (Саксонія), лицарський хрест 1-го класу з мечами
- Ганзейський Хрест (Гамбург)
- Нагрудний знак «За поранення» в чорному
- Почесний хрест ветерана війни з мечами
- Медаль «За вислугу років у Вермахті» 4-го, 3-го, 2-го і 1-го класу (25 років)
- Медаль «У пам'ять 1 жовтня 1938»
- Застібка до Залізного хреста 2-го і 1-го класу
- Хрест Воєнних заслуг 2-го і 1-го класу з мечами
- Німецький хрест в сріблі (30 грудня 1943)

## Вшанування пам'яті
14 липня 1945 року на честь Газе була названа вулиця в Дюссельдорфі (нім. Paul-von-Hase-Straße).